# Nutrijent
Nutrijent je hemikalija koja je potrebna organizmu za život i rast, ili supstanca koja se koristi u metabolizmu organizma i koja se unosi iz okoline. Nutrijenti se koriste za formiranje i popravku tkiva, regulaciju telesnih procesa i kao izvor energije. Metodi unosa nutrijenata variraju, dok životinje i protisti konzumiraju hranu i vare je sistemom za varenje, većina biljki unosi nutrijente direktno iz zemljišta kroz korenje ili iz atmosfere.
Organski nutrijenti obuhvataju ugljene hidrate, masti, proteine (ili njihove gradivne blokove, aminokiseline), i vitamine. Neorganska hemijska jedinjenja kao što su dijetarni minerali, voda, i kiseonik se takođe smatraju nutrijentima. Nutrient se smatra „esencijalnim“ ako je neophodno da se unese iz spoljašnjih izvora, bilo zato što organizam ne može da ga sintetiše ili ga formira u nedovoljnim količinama. Nutrijenti koji su potrebni u veoma malim količinama su mikronutrijenti, dok su oni potrebni u velikim količinama makronutrijenti. Dejstvo nutrijenata je zavisno od doze.

## Literatura
- Ensminger, Audrey H. (1994). Foods & nutrition encyclopedia. CRC Press. стр. 527—. ISBN 978-0-8493-8980-1.
- SIZER, FRANCES; WHITNEY, ELLIE (12. 11. 2007). NUTRITION: CONCEPTS AND CONTROVERSIES. Cengage Learning. стр. 26—. ISBN 978-0-495-39065-7. Приступљено 12. 10. 2010.